# Apicia ianthinus
Apicia ianthinus là một loài bướm đêm trong họ Geometridae.